# La Femme coquelicot

La Femme coquelicot est un téléfilm français réalisé par Jérôme Foulon réalisé en 2005.

## Synopsis
Une belle septuagénaire se promène dans un parc. Elle regarde ceux qui l'entourent avec la distance de l'âge, vivant dans le souvenir de son défunt mari. Si elle est la mère de deux enfants aimants et une grand-mère comblée, elle n'a jamais été une femme épanouie, confinée au foyer auprès d'un homme dur et taciturne. Elle a pourtant toujours lutté contre la mélancolie et a tant bien que mal organisé son existence autour de petits rituels... Ainsi son tilleul-menthe quotidien qu'elle boit l'après-midi aux « Trois canons » en faisant des mots croisés. Elle y remarque bientôt un homme de son âge, assis seul à une table, devant un café. Ils échangent des regards, il lui sourit, rendez-vous est pris... Marthe retrouve soudain une envie de vivre depuis longtemps oubliée... Ses enfants s'étonnent de sa métamorphose. Car elle n'a plus que Félix en tête. Artiste-peintre, fantaisiste et gai, il est aux antipodes de son époux...

## Fiche technique
- Réalisateur : Jérôme Foulon
- Scénario : Jackye Fryszman, d'après le roman éponyme de Noëlle Châtelet
- Costumes : Valérie Adda
- Photographie : Valeri Martynov
- Montage : Marie Castro
- Musique : Philippe Rombi
- Production : Jérôme Foulon
- Société de production : Pachli Productions
- Pays :  France
- Durée : 88 minutes
- Date de diffusion : 
  - France : 3 février 2007 sur France 3

## Distribution
- Françoise Fabian : Marthe
- Jean-Pierre Cassel : Félix
- Andréa Ferréol : Mme Groslier
- Nathalie Roussel : Céline
- François Caron : Paul
- Isabelle Habiague : Lise
- Véronique Silver : Geneviève
- Michèle Simonnet : Anna
- Patrick Paroux : Valentin
- Franck Monier : le vendeur en papeterie
- Jacques Brunet : Le docteur Binet
- Jacky Nercessian : Le professeur de tango
- Hanna Berthaut : Mathilde
- Enzo Bonnet : Benjamin
- Zacharie Chasseriaud : Simon
- Sarah-Lou Duriez : La passante du square
- Colette Maire : La marchande de légumes
- Sophie Parel : Carmen
- Jérôme Foulon : Le fleuriste
- Raquel Gomez : La danseuse de Flamenco
- Arnaud Duléry : Le passant du square

## Récompenses
Au Festival de la fiction TV de Saint-Tropez 2005 :
- Prix de la contribution artistique pour Jérôme Foulon
- Prix hommage spécial à Françoise Fabian et Jean-Pierre Cassel